# San Diego Wild 2023
Questa voce raccoglie le informazioni riguardanti i San Diego Wild nelle competizioni ufficiali della stagione 2023.

## Stagione
I San Diego Wild partecipano al loro primo campionato NVA. Partecipano ai play-off scudetto grazie al secondo posto in American Conference al termine della regular season, sconfiggendo gli Utah Stingers ai quarti di finale e i Las Vegas Ramblers, prima di perdere la finale per il titolo contro gli OC Stunners.

## Organigramma societario
Area direttiva
- Presidente: Nicholas England

Area tecnica
- Allenatore: Nicholas England

## Rosa
| N° | Nome                  | Ruolo | Data di nascita   | Nazionalità sportiva |
| -- | --------------------- | ----- | ----------------- | -------------------- |
| 1  | Uchenna Ofoha         | C     | 16 giugno 1994    | Canada               |
| 2  | Logan Clark           | C     | 6 maggio 2000     | Stati Uniti          |
| 3  | Samuel Burgi          | S     | 15 agosto 2000    | Stati Uniti          |
| 4  | Michael Keegan        | P     | 25 aprile 1997    | Stati Uniti          |
| 5  | Colby Elder           | P     | 17 marzo 1998     | Stati Uniti          |
| 6  | William Campbell      | P     | 8 marzo 2001      | Stati Uniti          |
| 7  | Joshua Ayzenberg      | L     | 3 luglio 1996     | Stati Uniti          |
| 8  | Zachary Penolio       | S     | 3 febbraio 1991   | Stati Uniti          |
| 9  | Brandon Rattray       | O     | 22 marzo 1997     | Stati Uniti          |
| 10 | Joseph Picone         | L     | 8 gennaio 2000    | Stati Uniti          |
| 11 | Jacob Penolio         | S     | 27 giugno 1988    | Stati Uniti          |
| 12 | Owen Karlenzig        | S     | 2 febbraio 1997   | Stati Uniti          |
| 13 | Matthew Knigge        | C     | 2 giugno 1996     | Stati Uniti          |
| 14 | Christopher Griebenow | P     | 28 dicembre 1993  | Stati Uniti          |
| 17 | Christian Janke       | S     | 10 dicembre 1999  | Stati Uniti          |
| 18 | Brett Alderman        | P     | 27 febbraio 1979  | Australia            |
| 21 | Nikolas Lizdenis      | L     | 20 agosto 1998    | Stati Uniti          |
| 22 | Johl Awerkamp         | O     | 20 marzo 1991     | Stati Uniti          |
| 23 | Christopher Shaffer   | S     | 20 giugno 1997    | Stati Uniti          |
| 24 | Leor Schiffer         | S     | 12 febbraio 1998  | Stati Uniti          |
| 32 | Joshua Duarte         | C     | 31 dicembre 1991  | Stati Uniti          |
| 50 | Nicholas England      | S     | 8 gennaio 1992    | Stati Uniti          |
| 99 | Kendall Ratter        | S     | 26 settembre 1995 | Stati Uniti          |

## Statistiche

### Statistiche di squadra
| Competizione | Punti | In casa | In casa | In casa | In trasferta | In trasferta | In trasferta | Totale | Totale | Totale |
| Competizione | Punti | G       | V       | P       | G            | V            | P            | G      | V      | P      |
| ------------ | ----- | ------- | ------- | ------- | ------------ | ------------ | ------------ | ------ | ------ | ------ |
| NVA          | 22    | -       | -       | -       | -            | -            | -            | 13     | 9      | 4      |
| Totale       | -     | -       | -       | -       | -            | -            | -            | 13     | 9      | 4      |

G = partite giocate; V = partite vinte; P = partite perse

### Statistiche dei giocatori
Dati non disponibili.